# Zopilotepec, Puebla
Zopilotepec är en ort i Mexiko.   Den ligger i kommunen Cuetzalan del Progreso och delstaten Puebla, i den sydöstra delen av landet, 190 km öster om huvudstaden Mexico City. Zopilotepec ligger 233 meter över havet och antalet invånare är 202.
Terrängen runt Zopilotepec är kuperad åt sydväst, men åt nordost är den platt. Runt Zopilotepec är det tätbefolkat, med 383 invånare per kvadratkilometer. Närmaste större samhälle är Ciudad de Cuetzalan, 9,3 km söder om Zopilotepec. I omgivningarna runt Zopilotepec växer huvudsakligen savannskog.